# سان وینچنزو، توسکانی
سان وینچنزو (به ایتالیایی: San Vincenzo) یک کومونه در ایتالیا است که در استان لیورنو واقع شده‌است. سان وینچنزو ۳۳٫۱ کیلومتر مربع مساحت و ۶٬۹۱۰ نفر جمعیت دارد و ۵ متر بالاتر از سطح دریا واقع شده‌است.

## خواهرخوانده
شهرهای فارکیرشن و Saint-Maximin-la-Sainte-Baume خواهرخوانده‌های سان وینچنزو، توسکانی هستند.